# Lytocarpia laxa
Lytocarpia laxa är en nässeldjursart som först beskrevs av George James Allman 1876.  Lytocarpia laxa ingår i släktet Lytocarpia och familjen Aglaopheniidae. Inga underarter finns listade i Catalogue of Life.